# ユヴェイス・パシャ
ユヴェイス・パシャ（トルコ語: Üveys Paşa、英語: Üveys Pasha、1512年 - 1547年）は、セリム1世の隠し子。ユヴェイスはトルコ語で継父を意味する。

## 生涯

### 生い立ち
16世紀のオスマン帝国の歴史家のムスタファ・アリ・パシャによればユヴェイスの母の名前は不明だが皇子時代のセリム1世に使えていた。しかし彼女は行儀が悪かったため、宮廷から追放された。通常、このような女性はこの後ベイと呼ばれる有力者と再婚するのだが彼女はすでに妊娠していたため、セリムの治世中の1512年にユヴェイスを出産した。
セリムはユヴェイスを気にかけており教育にも力を入れた。ある西洋人が伝える資料は、セリム1世自ら後継者争いの芽を摘むためにスレイマン1世以外の皇子を処刑したと伝えるがユヴェイスは処刑されなかった。そのため王位継承者とはみなされなかった。

### 死去
1547年にイェメンで起きた反乱を鎮めるために動くが、逆に反乱軍に殺害された。